# Scopula dentilinearia
Scopula dentilinearia är en fjärilsart som beskrevs av Moritz Balthasar Borkhausen 1794. Scopula dentilinearia ingår i släktet Scopula och familjen mätare. Inga underarter finns listade.